# أولاد علي الشباب الشمالية (شويحية)
أولاد علي الشباب الشمالية هي إحدى مشيخات المملكة المغربية، تتبع جغرافيا لإقليم بركان وإداريًا لشويحية. يقدر عدد سكانها بـ 4615 نسمة حسب الإحصاء الرسمي للسكان والسكنى لسنة 2004.